# علي باشا التشورلوي
علي باشا التشورلوي (بالتركية: Çorlulu Damat Ali Paşa)‏ كان الصدر الأعظم للدولة العثمانية في الفترة ما بين 3 مايو 1706 حتى 15 يونيو 1710. تُوفي في 1711 بمدينة لسبوس.